# Peter Pohl
Peter Pohl (Hamburg, 5 december 1940) is een Zweeds schrijver, voornamelijk voor de jeugd. Hij heeft (2008) 26 boeken geschreven waarvan er 4 in het Nederlands vertaald zijn. De thema's waar Pohl over schrijft zijn somber: dood, pesten, eenzaamheid, en zijn boeken lopen zelden goed af. Veel van zijn boeken hebben sterk autobiografische elementen. Dit geldt met name voor de regenboog-serie.

## Biografie
Peter Pohl wordt in 1940 in Duitsland geboren. Zijn vader is in de Tweede Wereldoorlog overleden. Aan het eind van de oorlog verhuist Pohl met zijn moeder naar Zweden, waar hij in 1947 naar school gaat. Na de vierde klas gaat hij naar het gymnasium Södra Latin in Stockholm, waar hij acht jaar later met goede cijfers eindexamen doet. Naast zijn schoolactiviteiten doet Pohl intussen aan hardlopen en vanaf zijn vijftiende tot zijn dertigste is hij jeugdleider op het zomerkamp van Södra Latin. Deze ervaringen zijn belangrijk voor veel van zijn boeken. Het is met name onmiskenbaar terug te vinden in de regenboogserie.
In 1975 promoveert Pohl tot professor in de Numerieke wiskunde. Vijf jaar later begint hij te filmen, en met succes: hij krijgt diverse prijzen en onderscheidingen. In 1983 gaat hij naar een schrijverscursus en twee jaar later publiceert hij zijn eerste en meest succesvolle boek: Janne, min vän, dat in elf talen vertaald is; onder andere in het Nederlands als Jan, mijn vriend. Intussen liggen de manuscripten voor Regnbågen har bara åtta färger en Vi kallar honom Anna al klaar. Deze laatste wordt aanvankelijk gepubliceerd als boek voor volwassenen en krijgt maar weinig aandacht. Omdat just deze boeken over zijn eigen leven gaan, is Pohl erg teleurgesteld hierover.

### Aantal vertalingen per taal
| (Zweeds)     | 26 |
| Duits        | 10 |
| Deens        | 9  |
| Noors        | 6  |
| Nederlands   | 4  |
| Estisch      | 3  |
| Engels       | 2  |
| Fins         | 2  |
| IJslands     | 2  |
| Frans        | 1  |
| Italiaans    | 1  |
| Plattdüütsch | 1  |
| Sloveens     | 1  |
| Pools        | 1  |

In totaal zijn er 13 boeken vertaald in ten minste één taal.